# Golčaj
Golčaj este o localitate din comuna Lukovica, Slovenia.